# Alimentation électrique
Pour les articles homonymes, voir Alimentation (homonymie).
 (mai 2013).
Si vous disposez d'ouvrages ou d'articles de référence ou si vous connaissez des sites web de qualité traitant du thème abordé ici, merci de compléter l'article en donnant les références utiles à sa vérifiabilité et en les liant à la section « Notes et références ».
Une alimentation électrique est un ensemble de systèmes capables de fournir de l'électricité aux industries ou appareils électriques. Plus spécifiquement, l'alimentation électrique est l'ensemble des équipements électriques qui assure le transfert du courant électrique d'un réseau électrique pour le fournir, sous les paramètres appropriés (puissance, tension) de façon stable et constante à un ou plusieurs consommateurs, ce dans des conditions de sécurité généralement réglementées.

## Types d’alimentation

### Alimentation des appareils domestiques, électroménagers, de laboratoire

#### Alimentation intégrée

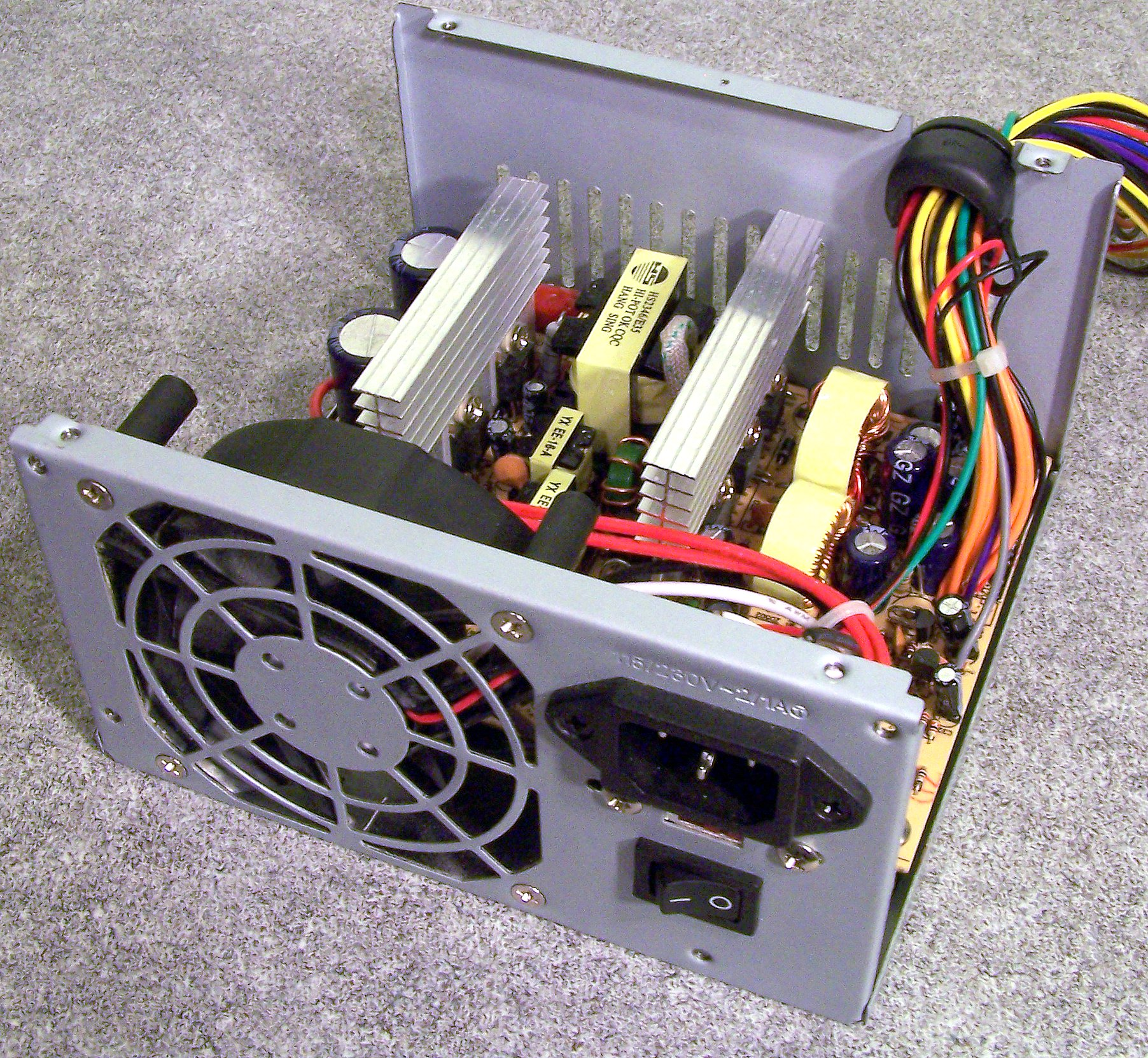
Alimentation de PC.

Dans la plupart des appareils domestiques, électroménagers et de bureau, certains circuits nécessitent une électricité avec des caractéristiques différentes de celle distribuée à partir des compteurs électriques individuels.
À l'entrée des appareils (en amont ou intégré à l'alimentation), on trouve un filtre destiné à supprimer les parasites entrants, mais aussi et surtout ceux générés par l'alimentation elle-même ainsi que ceux engendrés par l'appareil, qui pourraient perturber le réseau.
On distinguer deux types principaux d'alimentations selon la puissance qu'elles ont à fournir :
- celles qui ne servent qu'à alimenter une partie de l'appareil, comme dans la majorité des appareils électroménagers plus complexes, peuvent se décomposer en deux parties électriques distinctes :
  - le circuit de commande : il sert d'interface avec l'homme et est en très basse tension, laquelle nécessite que l'alimentation transforme la tension de secteur de 230 V en une tension compatible avec le circuit de commande (inférieure à 50 V, généralement 12 V),
  - le circuit de puissance : il transforme la tension du secteur à travers un organe de commutation piloté par le circuit de commande et produit les différentes tensions nécessaires ;
- celles par lesquelles transitent toute l'électricité consommée par l'appareil, telle l'alimentation d'ordinateur personnel, et qui fournissent souvent plusieurs tensions continues affectées à des circuits électriques différents[2][source insuffisante].

#### Alimentation séparée

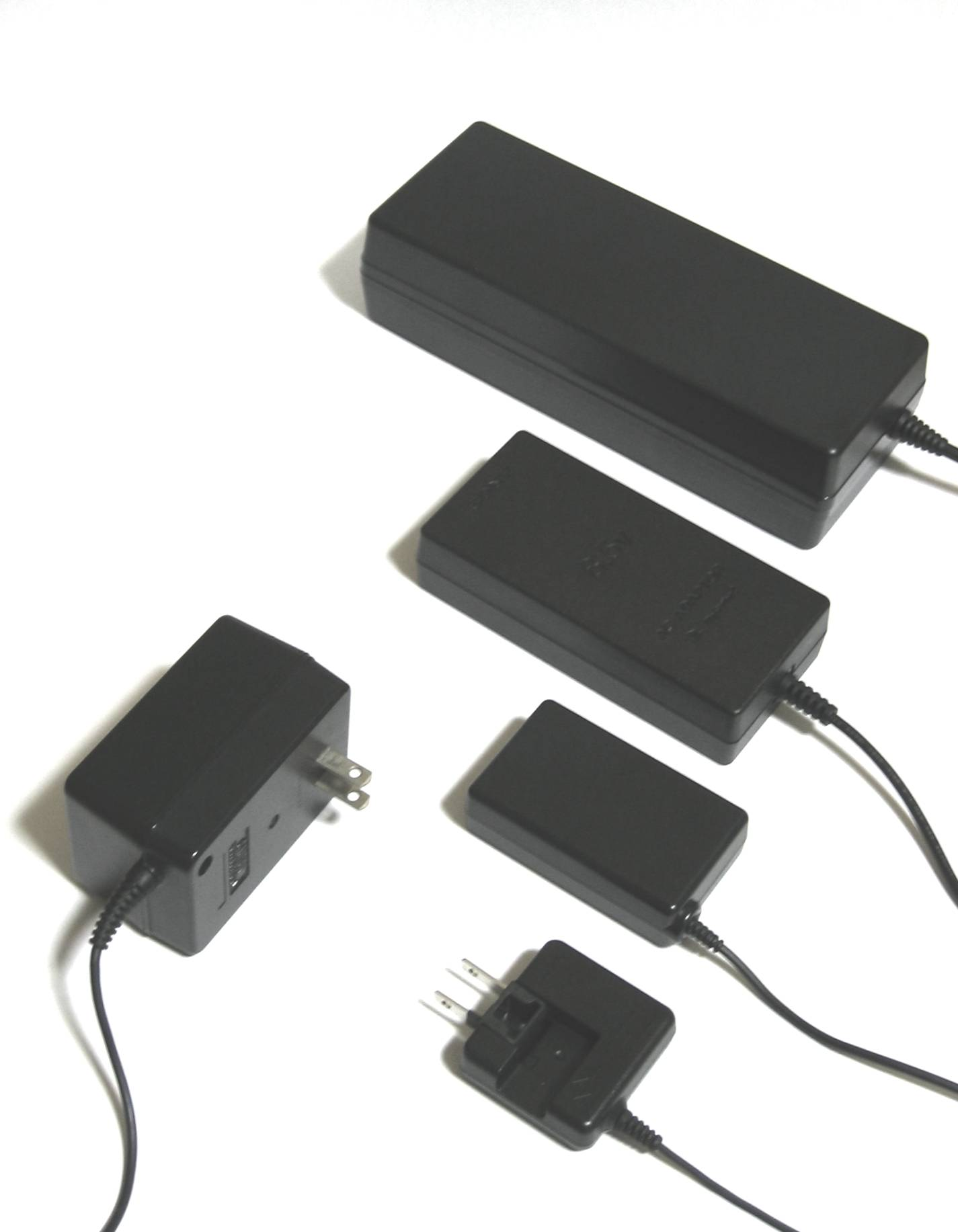
Alimentations basse tension externes.

Les avancées technologiques favorisant une consommation de plus en plus réduite des appareils, les petits appareils domestiques et de bureaux : récepteur radio, téléphone, lampe de bureau, imprimante, ordinateur portable sont alimentés pour des raisons de sécurité et, parfois d'esthétique, en très basse tension à l'aide d'un bloc d'alimentation externe. Cette solution permet d'avoir de nombreuses alimentations externes, avec tous les standards de tensions, de fréquences et de brochage sans avoir à modifier l'appareil ; de plus ces différents blocs sont souvent utilisables sur d'autres appareils. Par contre du fait du manque de standardisation il est rare que les blocs d’alimentation de deux constructeurs soient compatibles.
Fréquemment, ce bloc est un simple transformateur abaisseur de tension, associé à un redresseur délivrant une tension continue ; parfois, un régulateur de tension complète ces alimentations. Depuis la fin de la première décennie du XXIe siècle, toutes ces petites alimentations sont des alimentations à découpage beaucoup plus légères.

#### Alimentation de laboratoire

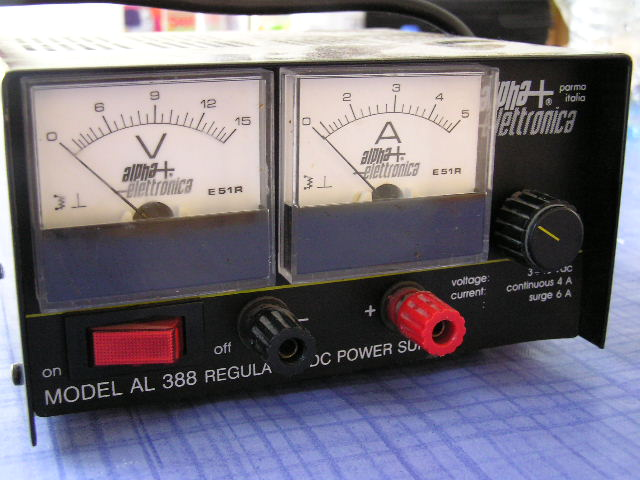
Alimentation de laboratoire.

Dans un atelier ou un laboratoire, une alimentation de précision, sert à effectuer des mesures, des tests, des dépannages. Ces alimentations de laboratoire transforment, redressent et régulent les tensions ainsi que les courants de sorties, de sorte que l'on puisse effectuer des mesures sans détériorer les éléments à tester, que ce soient des composants, des circuits, ou des sous-ensembles complets.

## Systèmes de protection
- Parafoudre pour protéger l'alimentation de toute surtension externe (due à la foudre par exemple) ;
- Mise à la terre pour garantir que le potentiel de la carcasse métallique reste faible quelles que soient les perturbations externes ;
- Blindage pour se protéger des perturbations électromagnétiques (TV, radio, téléphone portable, radar puissant ou à proximité immédiate, etc.) ;
- Disjoncteur ou fusible pour protéger l'alimentation de toutes anomalies (surcharge, court-circuit, etc.).